# Фригија Салутарис
Фригија Салутарис (лат. Phrygia Salutaris) или Фригија II (лат. Phrygia II, Phrygia Secunda) је била римска и византијска провинција на простору Мале Азије (данашња Турска). Главни град провинције је био Синад. Провинција је основана почетком 4. века и налазила се у Дијецези Азија.

## Географија
Фригија Салутарис се граничила са провинцијама Фригија Пактијана (лат. Phrygia Pacatiana) на западу, Писидија на југу и двема провинцијама Дијецезе Понт (лат. Dioecesis Pontica) - Галатија Салутарис на истоку и Битинија на северу.
Била је планинска провинција кроз коју су пролазили главни путни правци у царству. Водом ју је углавном снабдевала река Партениос (данас река Бартин), на северу провинције. Север провинције је био шумовит, богат дрвном грађом. Током средњег византијског периода ове шуме су искрчене. Због повезаности са главним путевима у царству, градови у провинцији су имали велики стратешки значај.

## Историја
Провинција је званично основана почетком 4. века (између 301. и 305. године) реформама које је спровео цар Диоклецијан. Настала је поделом провинције Азија на 7 мањих провинција. Њено првобитно име је било Фригија II (лат. Phrygia II) и основана је од источног дела Фригије. Између 308. и 311. године Фригија Салутарис је била под јурисдикцијом новоосноване провинције Писидија. Након оснивања Дијецезе Азија (лат. Dioecesis Asiana) 314. године, Фригија II улази у њен састав.
Две провинције Фригије се помињу у Веронској листи (Laterculus Veronensis), списку римских провинција с почетка 4. века. Такође се помињу на сабору у Сардици одржаном 343. године. У току друге половине 4. века, име Фригија Салутарис се коначно усталило. Народ из провинције је 361. године добио право да подноси молбе епарху Константинопоља.
Фригија Салутарис је била конзуларна провинција (лат. provinciae consulariae). Према реформама које је спровео Јустинијан 535. године, губернатор провинције Фригија Салутарис са седиштем у Синади је замењен комитом Фригије Салутарис, војним и политичким управником обе фригијске провинције. Биоколити (грч. βιοκωλύτης) су били задужени за спровођење закона у две провинције до 548. године, а након тога дукс, у периоду од 548-552/3. године.
Фригија Салутарис је у 7. веку (након 669. године) административно припадала теми Опсикион и Анатолик. Фискалне службе царства су у каснијем периоду, повремено убрајале Фригију Салутарис међу провинције Лидија, Битинија или Фригија Пакатијана.

## Друштво
У ранохришћанском периоду у Фригији су организоване бројне хришћанске заједнице. Неке од њих су сматране јеретичким, као што су Монтанисти или Новацијанци. Ове заједнице су опстале до 9. века. Активност хришћана се видела у огромном броју насталих цркава исклесаних у стенама, током целог периода владавине Византије. У провинцији је живео и велики број јевреизованих рома, међутим они су касније присиљени да се преселе у европски део царства. Велики број становништва Фригије је примио хришћанство током мисије епископа Јована Ефеског, који су покрштавани у складу са политиком цара Јустинијана I (527-565).

## Градови
Град Наколеија (грч. Νακώλεια) у Фригији Салутарис је познат по неуспешној побуни Прокопија, кога је поразила државна армија 365-366. године предвођена Валенсом. Такође је познато да су 399. године град освојили побуњени Готи предвођени Тригбилидом, који су били насељени у региону од 386. године, као земљорадници и као робови. Они су 399. године прогласили независност у Наколеији и похарали провинцију Фригија Салутарис, као и околне провинције. Међутим нису успели да се врате у домовину. 
У Хијероклевом делу Синекдемос (грч. Συνέκδημος) насталом почетком 6. века помиње се да је у провинцији Фригија Салутарис било најмање 23 града. На првом месту помиње град Еукарпија, док се главни град провинције — Синад помиње на 10. месту.
Према Notitiae Episcopatuum бр. 1 Цариградске патријаршије, митрополити Синаде су у раном 7. веку били одговорни за најмање 24 епископије на подручју провинције Фригија Салутарис.